# Fierbinți-Târg
Fierbinți-Târg is een stad (oraș) in het Roemeense district Ialomița. De stad telt 5253 inwoners (2002).